# Risate all'italiana
Risate all'italiana è un film antologico del 1964, in cui compaiono alcuni tra i più celebri divi del cinema italiano di metà anni cinquanta in alcune delle loro gag più riuscite tratte da film più o meno famosi. Tra questi vanno ricordati Totò e Peppino da La cambiale (1959), Vittorio De Sica da Totò, Vittorio e la dottoressa (1957) e Alberto Sordi da Un giorno in pretura (1953).
Non si conosce il nome del regista e dell'assistente al montaggio, artefici dell'intera operazione. Nando Gazzolo è la voce narrante.

## Episodi
- Sketch dell'attore comico "Cretinosky" (da Cinema d'altri tempi, 1953).
- Ugo Tognazzi e Raimondo Vianello danno prova della loro abilità nei travestimenti in una serie di rocambolesche fughe (da Noi siamo due evasi, 1959).
- Carlo Croccolo, Mario Riva e Riccardo Billi interpretano un momento di vita quotidiana in una sconclusionata caserma militare (da I cadetti di Guascogna, 1950).
- Vittorio Gassman e Sylva Koscina. Michele, commesso in un negozio per animali, si finge nobile russo per conquistare una nuova cliente, la bella Odette che, a sua volta, non è quello che sembra. Un primo approccio in negozio, una costosa serata galante in un locale di lusso, in una gara di bugie e inganni (da La cambiale, 1959).
- Totò e Peppino De Filippo. I cugini Cesare Posalaquaglia (Totò) e Peppino Posalaquaglia (Peppino De Filippo), a causa della loro dabbenaggine, finiscono in tribunale come testimoni a pagamento di entrambe le parti in una causa civile. Dopo varie esilaranti gag davanti al giudice, finiscono in prigione per falsa testimonianza (da La cambiale, 1959).
- Renato Rascel, poliedrico, interpreta nonno, padre e figlio in una singolare famiglia (da Io sono il Capataz, 1951).
- Walter Chiari, campione di travestimenti e imitazioni, interpreta innumerevoli personaggi per confondere e conquistare una bella ragazza (da Era lei che lo voleva!, 1953).
- Vittorio De Sica, marchese Vittorio de Vitti, dongiovanni incallito, è stato impallinato al posteriore dal marito di una delle donne che cercava di sedurre e per questo cerca l'aiuto di un dottore uomo. Nonostante gli sforzi riuscirà a contattare solo una bellissima dottoressa, Abbe Lane, alla quale farà la corte (da Totò, Vittorio e la dottoressa, 1957).
- Ugo Tognazzi e Raimondo Vianello in uno sketch molto famoso dove interpretano madre e figlio, contadini toscani, mentre recitano un simpatico scioglilingua (da Pugni pupe e marinai, 1961).
- Totò affronta il viaggio in treno Roma-Parigi. Nel vagone letto combinerà ogni tipo di guaio ai danni di uno sfortunato e occasionale compagno di viaggio, Luigi Pavese (da Totò a Parigi, 1958).
- Alberto Sordi e Peppino De Filippo. Sordi interpreta il ruolo di Nando Mericoni, bullo romano che ama l'America, finito in pretura per aver fatto il bagno nudo in un piccolo corso d'acqua romano. Il Giudice Peppino De Filippo, dopo aver ascoltato e sopportato tutti i racconti e le smargiassate del Mericoni lo condannerà a tre mesi di carcere (da Un giorno in pretura, 1953).